# Liste der Monuments historiques in Saint-Vrain (Marne)
Die Liste der Monuments historiques in Saint-Vrain führt die Monuments historiques in der französischen Gemeinde Saint-Vrain auf.

## Liste der Immobilien
| Bezeichnung     | Beschreibung           | Standort          | Kennzeichnung | Schutzstatus | Datum | Bild           |
| --------------- | ---------------------- | ----------------- | ------------- | ------------ | ----- | -------------- |
| Kirche St-Vrain | ab dem 11. Jahrhundert | Grande-Rue (Lage) | PA00078850    | Inscrit      | 1934  | weitere Bilder |

## Liste der Objekte
| Bezeichnung                             | Beschreibung                                                          | Standort                            | Kennzeichnung | Schutzstatus | Datum | Bild |
| --------------------------------------- | --------------------------------------------------------------------- | ----------------------------------- | ------------- | ------------ | ----- | ---- |
| Skulptur Heiliger Eligius               | Aufsatz eines Prozessionsstabs; Holz, farbig gefasst, 18. Jahrhundert | in der Kirche St-Vrain (Lage)       | PM51002187    | Inscrit      | 1974  |      |
| Skulptur Madonna mit Kind               | Stein, farbig gefasst, 14. Jahrhundert                                | außen an der Kirche St-Vrain (Lage) | PM51001008    | Classé       | 1908  |      |
| Skulptur Heiliger Veranus von Cavaillon | Stein, farbig gefasst, 17. Jahrhundert                                | in der Kirche St-Vrain (Lage)       | PM51002186    | Inscrit      | 1974  |      |